# Liste der Paprika- und Chilisorten
Hier werden die Namen von Zucht- und Wildformen der Gattung Capsicum (Chilis, Paprika u. a.) aufgeführt, nach Artzugehörigkeit unterteilt. Die lateinisch-wissenschaftlichen Artnamen sind heute zum Teil irreführend und wurden einst nach Annahmen aufgestellt, die heute vielfach widerlegt sind; so stammt die Art C. chinense weder ursprünglich aus China noch sind alle Sorten, die der Art C. annuum zugerechnet werden, einjährig oder die Früchte der zur Art C. baccatum gezählten Sorten „beerenförmig“ (im landläufigen Sinne; die Frucht der Paprika-Pflanze ist botanisch eine Beere).

## Arten mit Kulturformen
Die hier aufgeführten Arten besitzen neben bekannten Wildformen eine Vielzahl von Varietäten, die als Ergebnis menschlicher Züchtung entstanden sind. Die Existenz und Bestimmung der Wildformen dieser Arten ist zum Teil umstritten.

### Capsicum annuum
Capsicum annuum ist die am meisten verbreitete Paprika-Art, die auch die meisten Kultursorten aufzuweisen hat. Die Vielfalt reicht von den milden Gemüsepaprika bis hin zu scharfen Peperoni, von kaum erbsengroßen Chiltepin bis zu 25 cm langen Früchten. Genauso vielfältig sind auch Fruchtform und -farbe.
| Name                      | Fruchtform                                   | Fruchtfarbe                                         | Bemerkung | Bild |
| ------------------------- | -------------------------------------------- | --------------------------------------------------- | --- | ---- |
| Afghan Short              |                                              | Rot                                                 | |      |
| Alma Paprika              | apfelförmig                                  | Rot                                                 | |      |
| Anaheim, New Mexican      | länglich                                     | Rot                                                 | |      |
| Aurora                    | kegelförmig, kurz                            | über Lavendelfarbe, Dunkelviolett zu Orange und Rot | 25–30 cm hohe Pflanze mit violetten/grünen Blättern und 3 cm langen, kegelförmigen, aufrecht wachsenden Früchten. Für Topfhaltung geeignet. |      |
| Ancho                     | blockig bis spitz zulaufend                  | Rot                                                 | siehe Poblano |      |
| Beaver Dam                |                                              | Rot                                                 | |      |
| Black Heart               | herzförmig                                   | über Schwarz zu Rot                                 | |      |
| Black Hungarian           |                                              | über Schwarz zu Rot                                 | |      |
| Black Namaqualand         |                                              | über Schwarz zu Rot                                 | |      |
| Blockpaprika              | blockig                                      | Rot, Orange und gelb abreifende Varietäten          | auch Bell Pepper, Gemüsepaprika |      |
| Black Prince              | spitz zulaufend                              | Rot                                                 | auch als Capsicum nigrum Willd. 'Black Prince' erfasst                                                                                      |      |
| Bolivian Rainbow          |                                              | über Violett und Gelb, Orange zu Rot                | |      |
| California Wonder         | blockig                                      | Grün, Gelb, Orange, Rot                             | |      |
| Cascabel                  |                                              | Rot                                                 | siehe Kirschpaprika |      |
| Cayenne                   | lang 10–20 cm, dünn 1–2 cm                   | Rot                                                 | |      |
| Chilaca                   | lang, rund                                   | Braun                                               | siehe auch Pasilla |      |
| Chile de Arbol            |                                              | Rot                                                 | |      |
| Chiltepin                 |                                              |                                                     | siehe Tepin |      |
| Cubanelle                 |                                              | Rot                                                 | |      |
| Dutch Red                 | länglich 10–15 cm, ca. 3 cm dick, dickwandig | Rot                                                 | gängige Frischware im Handel, meist aus den Niederlanden                                                                                    |      |
| Elefantenrüssel           | lang (Cayenne)                               | Gelb                                                | Zuchtsorte aus der DDR |      |
| Fish Pepper               |                                              | Rot                                                 | |      |
| Fresnoid                  |                                              | Rot                                                 | |      |
| Füszerpaprika             |                                              | Rot                                                 | |      |
| Goat Pepper               |                                              | Rot                                                 | behaarte Pflanze |      |
| Hot Wax                   |                                              |                                                     | |      |
| Hungarian Yellow Wax      |                                              |                                                     | |      |
| Jalapeño                  |                                              | Rot                                                 | |      |
| Kirschpaprika             |                                              | Rot                                                 | Schärfegrad: 7 |      |
| Kitchen Pepper            |                                              | Rot                                                 | |      |
| Medusa                    | länglich                                     | über Gelb zu Rot                                    | ähnlich/gleich Naschzipfel |      |
| Minimum                   | länglich                                     | Rot                                                 | Früchte relativ klein: 0,5–1 cm lang |      |
| Mulato                    |                                              | Braun                                               | siehe Poblano |      |
| Naschzipfel               |                                              | über Gelb zu Rot                                    | ähnlich/gleich Medusa |      |
| NuMex Big Jim             |                                              |                                                     | |      |
| NuMex Centennial          | rundlich                                     | von Purpur über Gelb zu Orange und schließlich Rot  | |      |
| NuMex Twilight            |                                              | über Violett und Gelb, Orange zu Rot                | |      |
| Pasilla                   | lang, rund                                   | Braun                                               | siehe auch Chilaca |      |
| Peter Pepper              | „penisförmig“                                | in Rot und Gelb                                     | |      |
| Pimenton de la Vera       |                                              |                                                     | |      |
| Piquanté                  | kugelförmig                                  | Rot                                                 | süß-scharf im Geschmack |      |
| Poblano                   |                                              |                                                     | |      |
| Prairie Fire              | konisch spitz zulaufend                      | bunt                                                | sehr scharf |      |
| Purple Flash              | länglich, gebogen                            | Rot                                                 | |      |
| Serrano                   |                                              | Rot                                                 | |      |
| Sibirischer Hauspaprika   |                                              | über Grün, Orange zu Rot                            | |      |
| Tap de Cortí              |                                              | Rot                                                 | nur auf Mallorca angebaut |      |
| Tepin                     | rund und klein                               | Rot                                                 | |      |
| Thunder Mountain Longhorn | sehr lang, schrumpelig                       | Rot                                                 | milde Schärfe mit komplexem Aroma |      |
| Türkenkugel               | apfelförmig                                  | Rot                                                 | |      |

### Capsicum baccatum
In Europa kaum angebaut, ist Capsicum baccatum vor allem in Süd- und Mittelamerika sehr beliebt. Die Früchte sind besonders schmackhaft, benötigen aber eine relativ lange Zeit zum Ausreifen. 
| Name                     | Fruchtform                                   | Fruchtfarbe   | Bemerkung                                          | Bild |
| ------------------------ | -------------------------------------------- | ------------- | -------------------------------------------------- | ---- |
| Ají Amarillo             |                                              | Gelb / Orange |                                                    |      |
| Ají Brazilian Multicolor |                                              |               |                                                    |      |
| Ají Cristal              |                                              |               |                                                    |      |
| Ají Colorado             |                                              | Rot           |                                                    |      |
| Ají Escabeche            |                                              |               |                                                    |      |
| Ají Pineapple            | spitz zulaufend                              | Gelb          | fruchtiger Geschmack, sehr scharf                  |      |
| Ají Yellow               |                                              |               |                                                    |      |
| Bishop's Crown           | glockenförmig                                | Rot           | auch Glockenchili oder Nepalese Bell, mäßig scharf |      |
| Criola Sella             | schmal, spitz zulaufend                      | Gelborange    | fruchtiger Geschmack, scharf                       |      |
| Dedo de Moca             |                                              |               |                                                    |      |
| Japones                  |                                              |               |                                                    |      |
| Lemon Drop               |                                              | Gelb          | Schärfegrad: 7, Zitrusaroma                        |      |
| Rain Forest              | tropfenförmig, an der Spitze leicht gefaltet | Rot           | Zitrusaroma                                        |      |

### Capsicum chinense
Wohl mit die schärfsten aller Chilis gehören zur Art Capsicum chinense, unter ihnen die weitbekannte Habanero. Doch es gibt auch einige milde Vertreter dieser Art. 
| Name                                  | Fruchtform                                                     | Fruchtfarbe                          | Bemerkung                                                                               | Bild |
| ------------------------------------- | -------------------------------------------------------------- | ------------------------------------ | --------------------------------------------------------------------------------------- | ---- |
| 7-Pot                                 | Habanero-Typ                                                   | Rot, Gelb, Braun                     | Schärfegrad: 10, Fruchtreife ca. 80 Tage                                                |      |
| 7 Pot White                           | Habanero-Typ                                                   | reift von Grün nach fast Weiß        | Schärfegrad: 10+, Fruchtreife 90–110 Tage                                               |      |
| Ají Dulce                             | Habanero-Typ                                                   | Gelb/Orange                          | Schärfegrad: 2, Fruchtreife ca. 60 Tage                                                 |      |
| Ají Limo                              | spitz zulaufend                                                | Rot                                  | Schärfegrad: 10, Fruchtreife ca. 70 Tage                                                |      |
| Adjuma                                | Habanero-Typ                                                   | Rot, Gelb, Orange                    | Schärfegrad: 10, Fruchtreife ca. 60 Tage                                                |      |
| Barbados                              | länglich, spitz zulaufend                                      | Rot, Gelb                            | Schärfegrad: 10, Fruchtreife ca. 70 Tage                                                |      |
| Bhut Jolokia Bih Jolokia Naga Jolokia | spitz zulaufend, faltig/wellig                                 | Rot, Gelb oder Schokoladenbraun      | Schärfegrad: 10++, Fruchtreife ca. 100–180 Tage Bis 2012 schärfste Chili der Welt       |      |
| Billy Goat                            | kegelförmig                                                    | Rot                                  | Schärfegrad: 7–9                                                                        |      |
| Caribbean Red                         | kegelförmig                                                    | Rot                                  | Schärfegrad: 10, Fruchtreife ca. 70–100 Tage                                            |      |
| Carolina Reaper                       | Habanero-Typ teilweise mit spitzem, stachelähnlichem Auswuchs  | Rot                                  | Schärfegrad: 10+++, Fruchtreife ca. 80 Tage 2013 bis 2023 schärfste Chilisorte der Welt |      |
| Chocolate Habanero                    | Habanero-Typ                                                   | Braun                                | Schärfegrad: 10, Fruchtreife ca. 60 Tage                                                |      |
| Chupetinha                            | tropfenförmig                                                  | rot                                  |                                                                                         |      |
| Datil                                 | länglich, spitz                                                | Gelb, Orange                         | Schärfegrad: 10                                                                         |      |
| Devils Tongue                         | spitz zulaufend, faltig/wellig                                 | Rot, Gelb                            | Schärfegrad: 10, Fruchtreife ca. 90 Tage                                                |      |
| Dorset Naga                           | spitz zulaufend, faltig/wellig                                 | Rot, Gelb                            | Schärfegrad: 10                                                                         |      |
| Fatalii                               | länglich 4–5 cm, recht faltig                                  | Gelb, Rot                            | Schärfegrad: 10, Fruchtreife ca. 65 Tage                                                |      |
| Habanero                              | Habanero-Typ                                                   | Rot, Gelb, Orange, Braun             | Schärfegrad: 10                                                                         |      |
| Habanero Francisca                    | Habanero-Typ                                                   | Gelb, Orange                         | Schärfegrad: 10, Fruchtreife ca. 65 Tage                                                |      |
| Halloween Ghost                       |                                                                | orange                               |                                                                                         |      |
| Komodo Dragon                         |                                                                | rot                                  |                                                                                         |      |
| Maraba                                | klein, glatt, leicht länglich                                  | Gelb                                 | Schärfegrad: 10, Fruchtreife ca. 75 Tage                                                |      |
| Naga Morich                           |                                                                | Rot                                  |                                                                                         |      |
| NuMex Suave                           | Habanero-Typ                                                   | Rot und Gelb                         | Schärfegrad: 1–2                                                                        |      |
| Peru Scarlet Lantern                  | länglich, spitz zulaufend                                      | Rot                                  | Schärfegrad: 10, Fruchtreife ca. 70 Tage                                                |      |
| Pimenta de Cheiro                     | länglich, klein                                                | Rot, Orange                          | Schärfegrad: 10 Name verschiedener brasilianischer Landsorten                           |      |
| Pimenta da Neyde                      | länglich, spitz zulaufend                                      | Rot                                  | Schärfegrad: 10                                                                         |      |
| Red Savina                            | Habanero-Typ                                                   | Rot                                  | Schärfegrad: 10, Fruchtreife ca. 60 Tage                                                |      |
| Rocotillo                             |                                                                | Rot                                  | Schärfegrad: 1–3, Fruchtreife ca. 60 Tage                                               |      |
| Scotch Bonnet                         | Scotch Bonnet-Typ                                              | Rot, Gelb, Orange                    | Schärfegrad: 9–10                                                                       |      |
| Tobago Seasoning                      | tropfenförmig, spitz zulaufend                                 | Rot                                  | Schärfegrad: 3, Fruchtreife ca. 90 Tage                                                 |      |
| Trinidad Moruga Scorpion              | Habanero-Typ, teilweise mit spitzem, stachelähnlichem Auswuchs | Rot, Gelb, Braun oder Pfirsischfarbe | Schärfegrad: 10++ bis 2013 schärfste Chilisorte                                         |      |
| Trinidad Perfume                      | Habanero-Typ                                                   | Orange                               | Schärfegrad: 1–3, Fruchtreife ca. 50 Tage                                               |      |
| Yellow Bumpy                          | faltig, lampionförmig                                          | Gelb                                 | Schärfegrad: 10, Fruchtreife ca. 70 Tage                                                |      |

### Capsicum frutescens
Ob Capsicum frutescens wirklich als eigenständige Art angesehen werden kann, ist unter Botanikern umstritten. Fest steht, dass die Früchte sich fast ausnahmslos durch eine relativ hohe Schärfe auszeichnen.
| Name                                                                          | Fruchtform                | Fruchtfarbe | Bemerkung                                                                           | Bild |
| ----------------------------------------------------------------------------- | ------------------------- | ----------- | ----------------------------------------------------------------------------------- | ---- |
| Afrikanische Bird's Eye                                                       |                           |             |                                                                                     |      |
| Ají Chuncho                                                                   |                           |             |                                                                                     |      |
| Del Diablo                                                                    |                           |             |                                                                                     |      |
| Indian PC-1                                                                   |                           | Rot         |                                                                                     |      |
| Malagueta                                                                     |                           | Rot         |                                                                                     |      |
| Piri Piri                                                                     |                           |             |                                                                                     |      |
| Phrik Khi Nu (Thai chili - พริกขี้หนู - [pʰrík-kʰ îː-nǔː], wörtl. Mäusekot-Chili) |                           |             |                                                                                     |      |
| Rawit                                                                         | länglich, spitz zulaufend | Rot         |                                                                                     |      |
| Tabasco                                                                       | 2,5 cm lang, schmal       | Orangerot   | zur Herstellung der bekannten Tabasco-Sauce, benannt nach dem Bundesstaat in Mexico |      |

### Capsicum pubescens
Mit behaarten Pflanzen, violetten Blüten und schwarzen Samen als auffälligste Merkmale, ist Capsicum pubescens die am geringsten kultivierte Paprika-Art. Durch diese Tatsache und eine schwere Kreuzbarkeit mit anderen Paprika begründet, existiert auch nur eine geringe Anzahl an Sorten.
| Name               | Fruchtform                        | Fruchtfarbe | Bemerkung | Bild |
| ------------------ | --------------------------------- | ----------- | --------- | ---- |
| Ají Rocoto         |                                   |             |           |      |
| Chile de Caballo   |                                   |             |           |      |
| Chile de Seda      | glockig                           | Gelb        |           |      |
| Manzano Rojo       | blockig, wie kleine Gemüsepaprika | Rot         |           |      |
| Manzano Amarillo   | blockig, wie kleine Gemüsepaprika | Gelb        |           |      |
| Mexican Red        |                                   | Rot         |           |      |
| Rocoto de Peron    | schmal, länglich, dickfleischig   | Rot         |           |      |
| Rocoto Ají picante |                                   | Rot         |           |      |
| Rocoto Cuentano    |                                   |             |           |      |
| Rocoto Canario     |                                   | Gelb        |           |      |
| Rocoto Rojo        |                                   | Rot         |           |      |
| Rocoto San Isidro  |                                   |             |           |      |
| Rocoto Montafur    | länglich, unten stumpf            | Rot         |           |      |

## Wildformen
Die hier aufgeführten Arten besitzen keine Relevanz für die Kultivierung der Gattung Capsicum, auch wenn vereinzelt Samen erhältlich sind, sind diese allenfalls in Gärten von Chililiebhabern zu finden.
- Capsicum buforum
- Capsicum caballeroi
- Capsicum campylopodium
- Capsicum cardenasii
- Capsicum ceratocalyx
- Capsicum chacoense
- Capsicum coccineum
- Capsicum cornutum
- Capsicum dimorphum
- Capsicum dusenii
- Capsicum eximium
- Capsicum flexuosum
- Capsicum friburgense
- Capsicum galapagoense
- Capsicum geminifolium
- Capsicum hookerianum
- Capsicum hunzikerianum
- Capsicum lanceolatum
- Capsicum leptopodum
- Capsicum minutiflorum
- Capsicum mirabile
- Capsicum parvifolium
- Capsicum pereirae
- Capsicum praetermissum
- Capsicum scolnikianum
- Capsicum schottianum
- Capsicum tovarii
- Capsicum villosum